# Géza M. Tóth

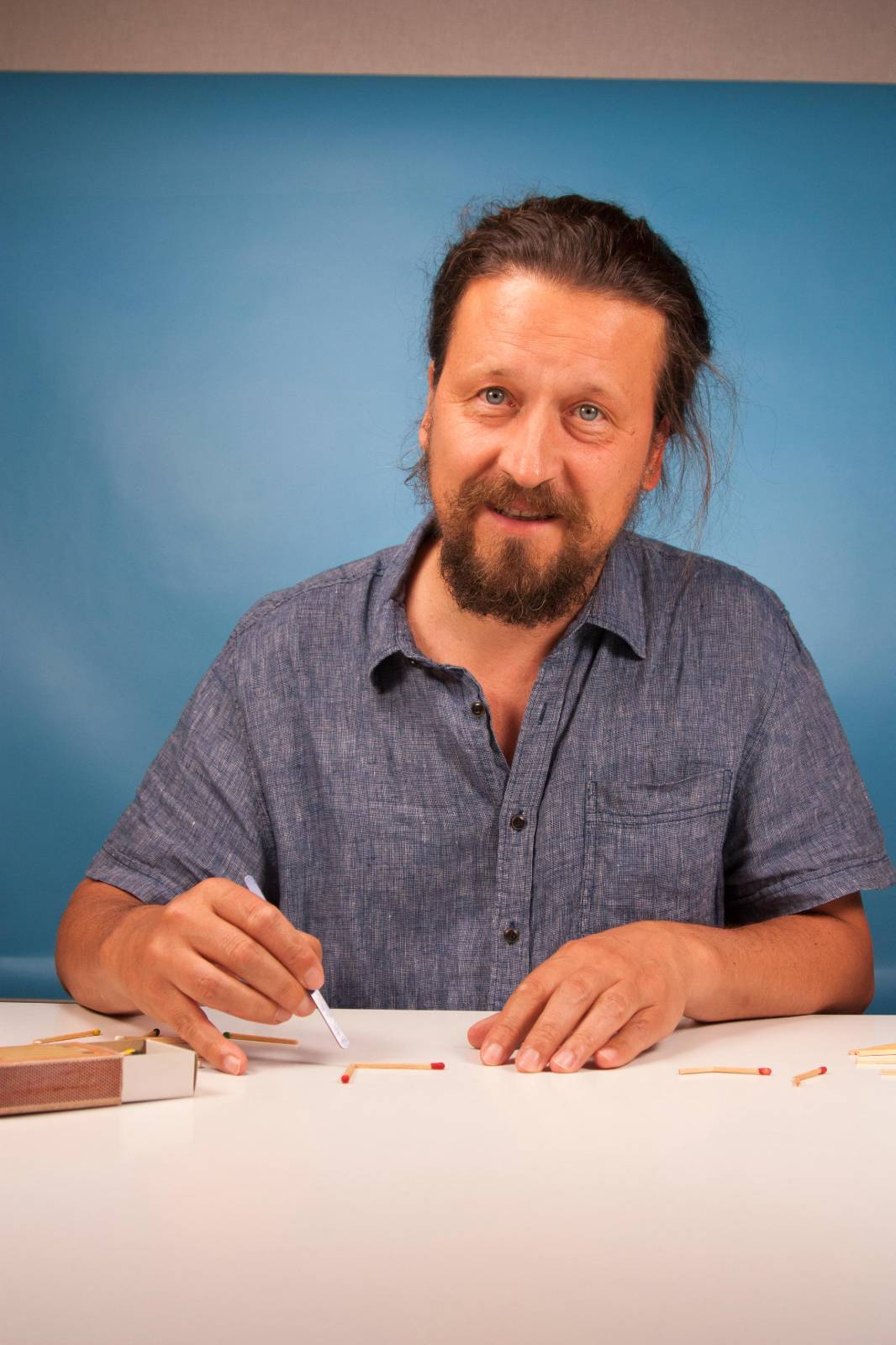
Géza M. Tóth, 2024

Géza M. Tóth (* 16. Juni 1970 in Veszprém) ist ein ungarischer Animator und Dozent für Animation.

## Leben
Tóth studierte an der Hochschule für Kunst und Design in Budapest Pädagogik und schloss sein Studium 1993 als Lehrer für Visuelle Kommunikation ab. Bereits während des Studiums schuf Tóth erste Animationsfilme, darunter Fox-Trot (1990) und Die Kreuzigung (1991). Ab 1994 war er als Lehrer für Visuelle Kommunikation tätig und studierte bis 1996 parallel Visuelle Kommunikation, Bereich Animation, ebenfalls an der Hochschule für Kunst und Design. Von 1995 bis 2010 war Tóth am Institut für Visuelle Kommunikation der Hochschule angestellt und leitete von 1998 bis 2005 den Animationskurs.
Tóth gründete 2002 das Animationsfilmstudio KEDD, das sich neben der Filmarbeit auch interdisziplinären Projekten wie Opern-Adaptionen widmet. Im Jahr 2005 erschien Tóths Kurzanimationsfilm Maestro, der 2006 für einen Oscar in der Kategorie Bester animierter Kurzfilm nominiert wurde.
Seine Doktorarbeit schloss Tóth 2005 in Pädagogik ab, war von 2005 bis 2006 als Post-Doc am Royal College of Art in London tätig und habilitierte sich 2008 an der Moholy-Nagy-Universität für Kunsthandwerk und Gestaltung in Budapest. Seit 2010 ist er Dozent an der Hochschule für Schauspiel- und Filmkunst (Színház- és Filmművészeti Egyetem) in Budapest.
Tóth inszeniert 2015 an der Ungarischen Staatsoper den Ring des Nibelungen.

## Filmografie
- 1992: Der Rattenfänger (A patkányfogó)
- 1994: Falrajárók
- 1996: Ikarus (Ikarosz)
- 2005: Maestro
- 2008: Ergo
- 2009: Mama
- 2010–2011: Bogyó és Babóca
- 2013: Yes

## Auszeichnungen (Auswahl)
- 1997: Nominierung Goldener Bär – Bester Kurzfilm, Berlinale 1997, für Ikarosz
- 1998: Bester Kurzfilm – lobende Erwähnung, Filmfest Dresden, für Ikarosz
- 2005: Nominierung Cristal d’Annecy, Festival d’Animation Annecy, für Maestro
- 2007: Oscar-Nominierung, Bester animierter Kurzfilm, für Maestro